# Gemaal Verdoold
Het gemaal "M. Verdoold Cz” aan de Kattendijk in Gouderak, in de Nederlandse provincie Zuid-Holland, werd gesticht in 1866, ten behoeve van de afwatering van de polders Stolwijk, Het Beijersche, Achterbroek en Veerstalblok. Van de Stolwijkse boezem slaat het uit op de Hollandse IJssel en na diverse vernieuwingen bemaalt het ruim 40% van de Krimpenerwaard. Bij de uitbreiding in 2014 is dit rijksmonument gerestaureerd.

## Beschrijving
Het stoomgemaal is gebouwd op de plaats van een vroegere uitwateringssluis en verving de windmolens, die sinds 1422 het waterpeil in de achtergelegen polder regelden. Omdat het nooit goed functioneerde, werd het al in 1880 grondig vernieuwd, waarbij het scheprad vervangen is door twee centrifugaalpompen. Het gemaal werd toen vernoemd naar de voorzitter (schout) van de polder Stolwijk, de 77-jarige Mels Verdoold. Na deze aanpassing bleek het royaal overcapaciteit te hebben, zodat  vanaf 1881 ook het Kattendijksblok bemalen werd.
In 1920 werd het stoomgemaal omgebouwd tot een motorgemaal. In 1950 vond opnieuw een ingrijpende wijziging plaats, toen de zuiggasmotoren werden vervangen door elektromotoren. Vanaf 1952 werd ook Middelblok bemalen en vanaf 1967 Berkenwoude. Omstreeks 2010 was het gemaal dermate bouwvallig geworden, dat een grondige restauratie noodzakelijk werd geacht. Bij afronding van de werkzaamheden in 2014 was de capaciteit van het gemaal uitgebreid van 319 naar 450 m³ per minuut. Van 1866 tot 1880 was het bemalingsgebied zo'n 2500 hectare, sinds de aanpassingen van 2014 is dat 5270 hectare, meer dan twee vijfde van de Krimpenerwaard.
Dit rijksmonument is het oudste nog werkende gemaal van het Hoogheemraadschap van Schieland en de Krimpenerwaard. Volgens de beschrijving in het Monumentenregister is het "van algemeen belang vanwege de cultuur- en architectuurhistorische waarde door de waterstaatkundige betekenis van het gemaal in de polder Stolwijk en als gaaf voorbeeld van een gemaal in Waterstaatstijl uit het eind van de vorige eeuw". 

## Zie ook

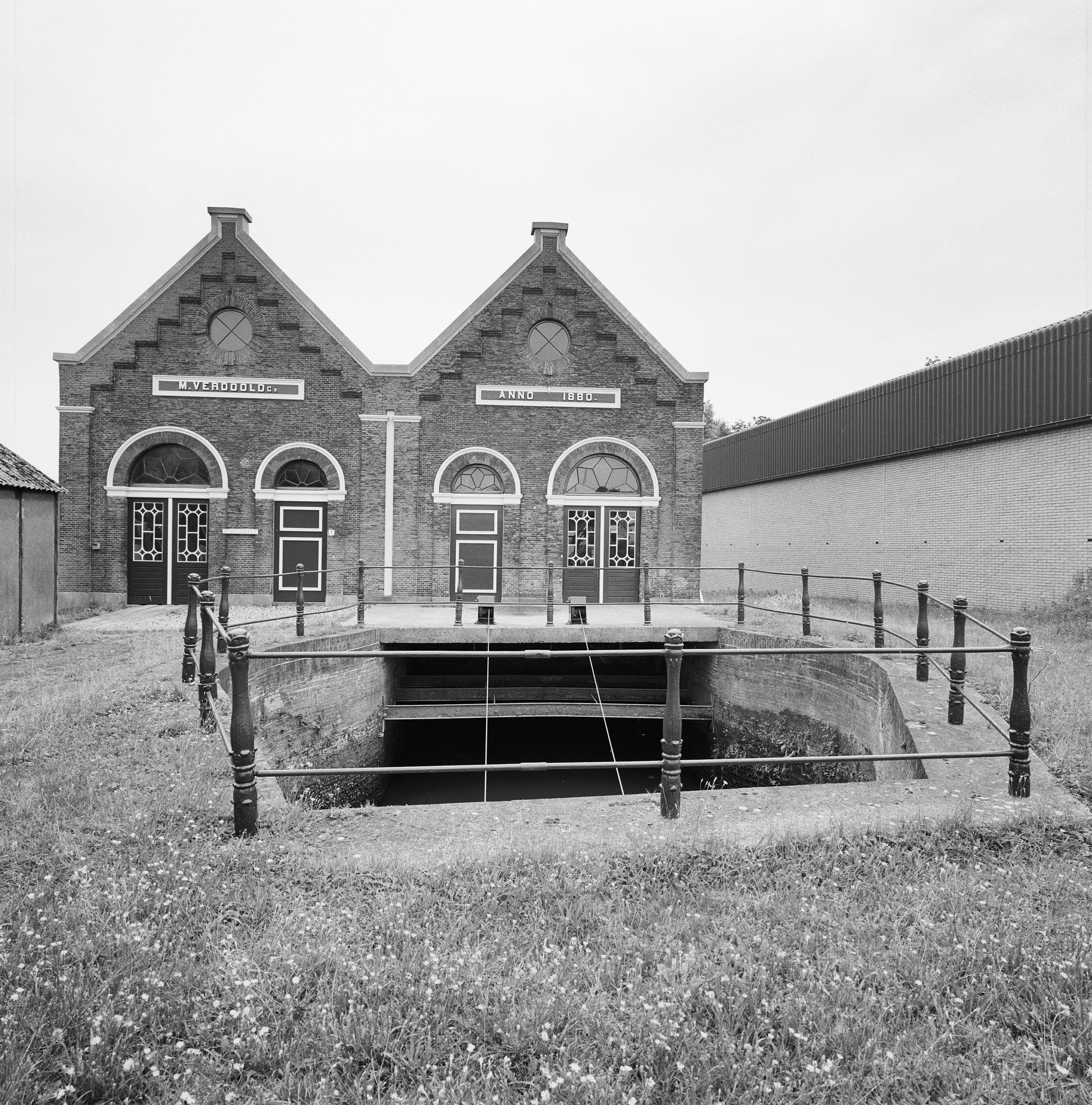
voorgevel (1994)
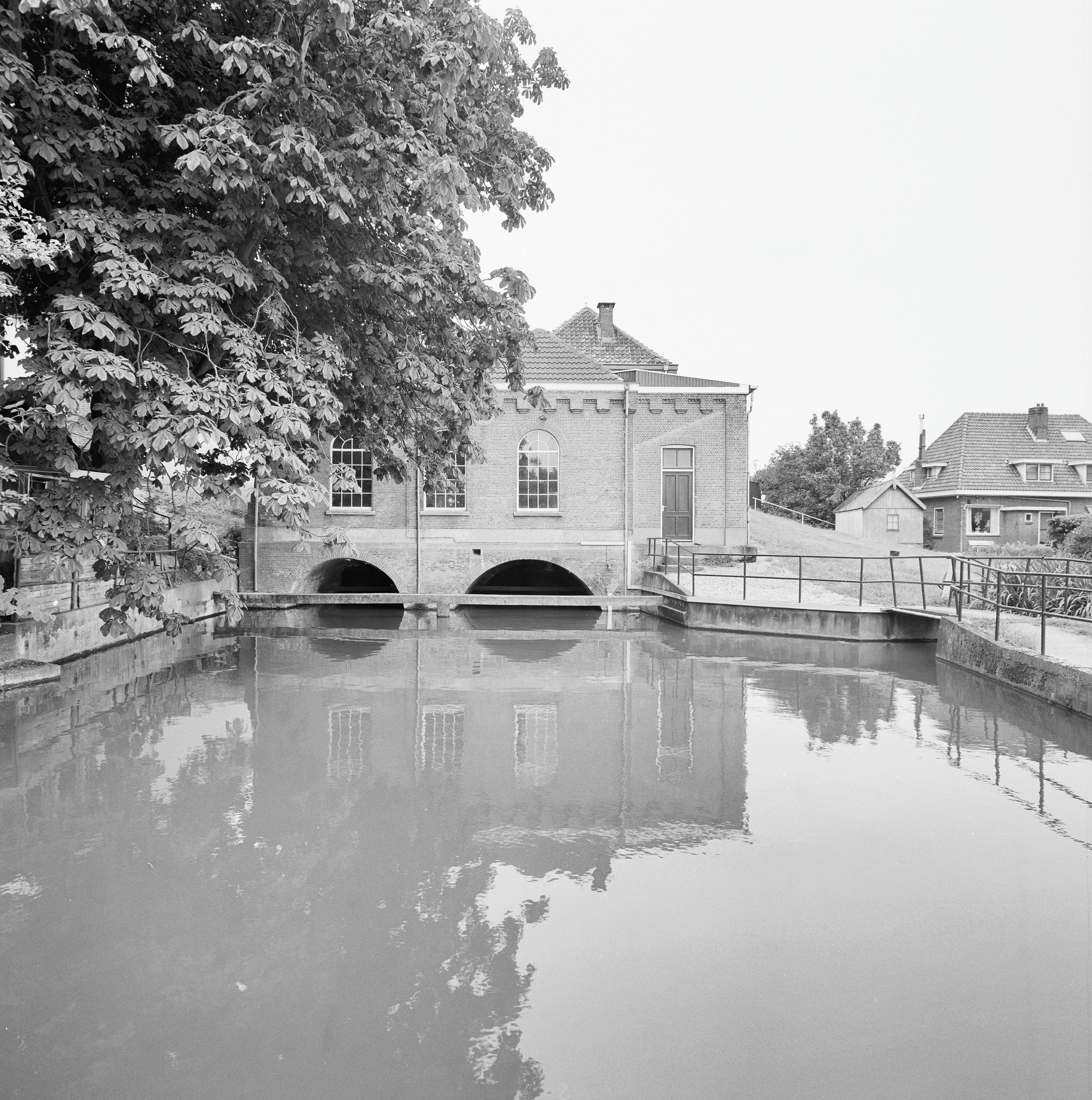
achtergevel (1994)
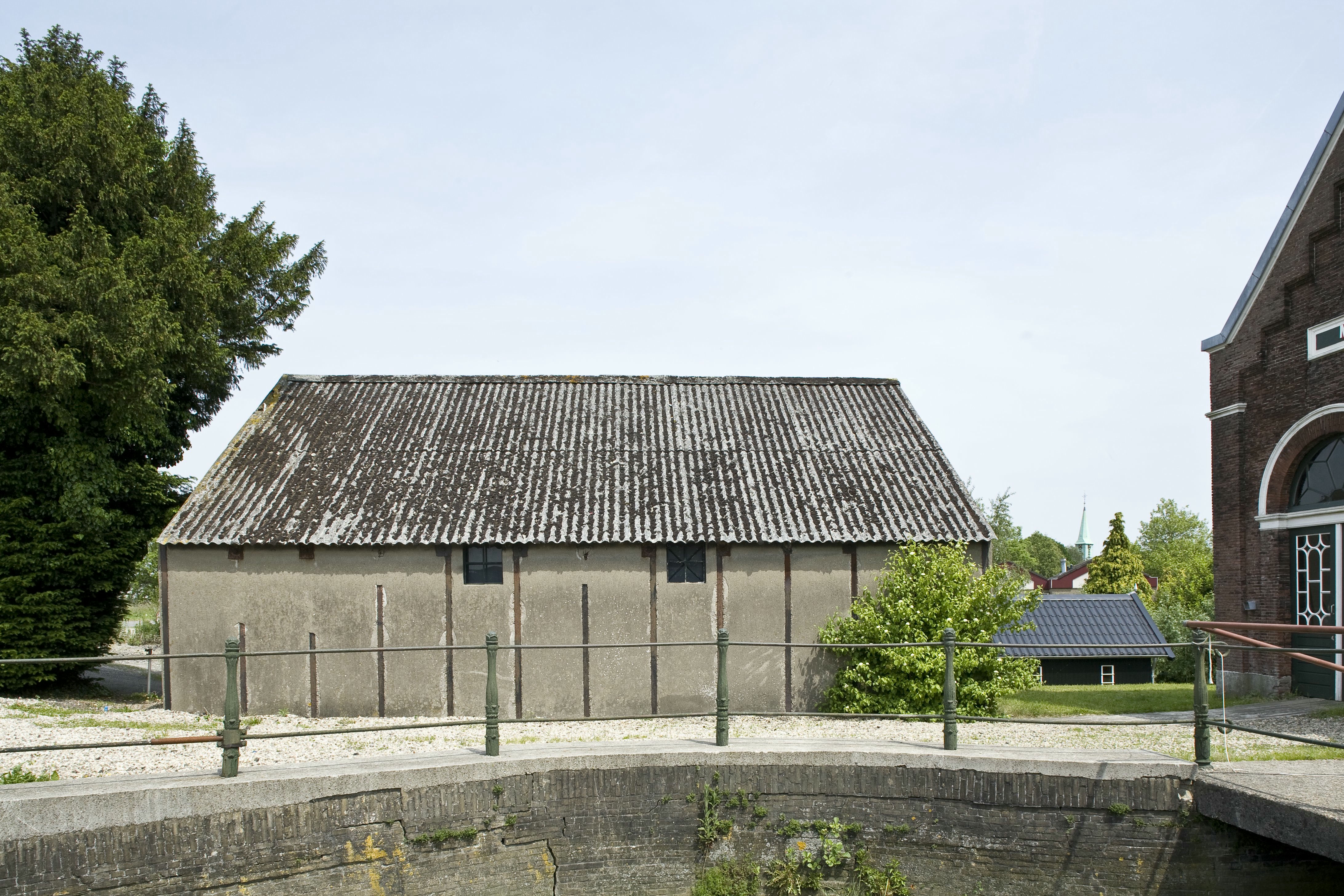
kolenschuur (2009)
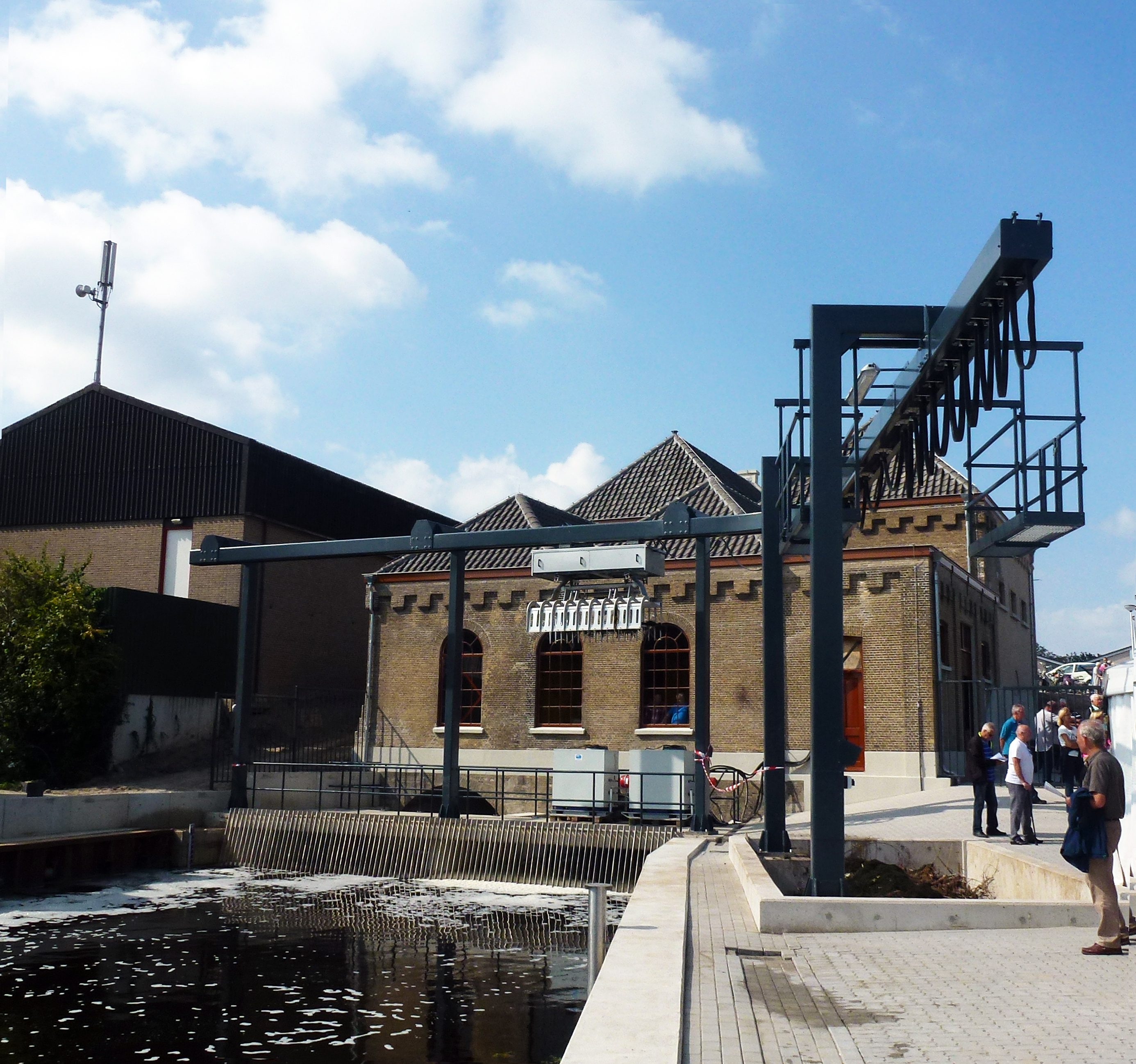
achterzijde (2014)
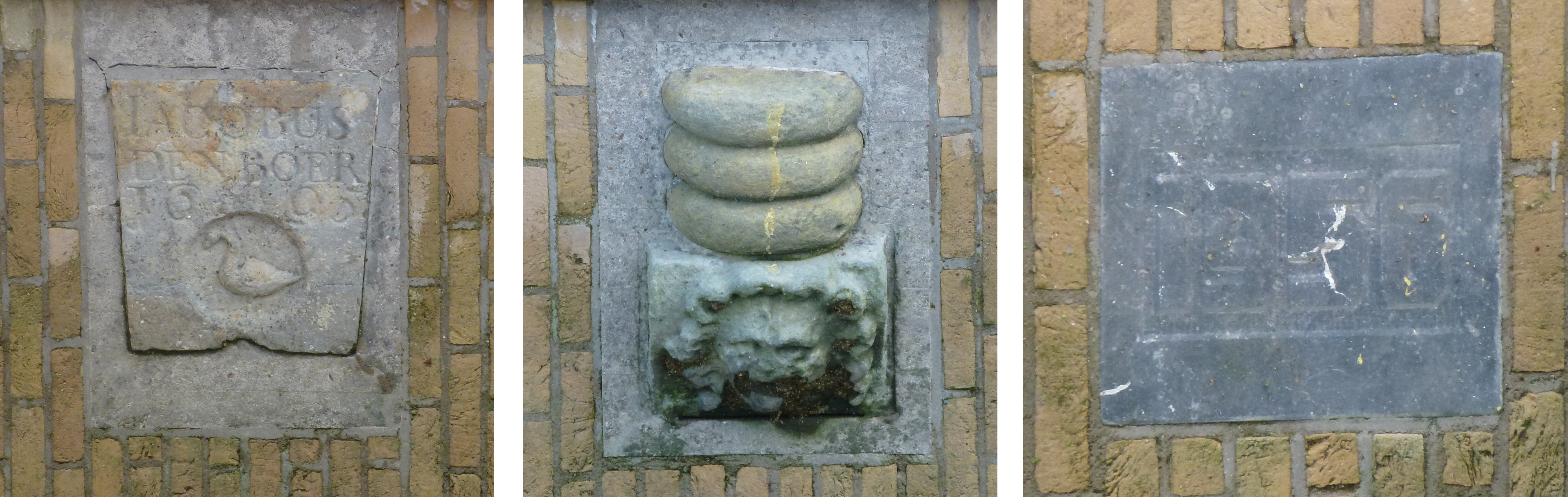
Reliëfs aan de voorzijde van het gemaal (2014)
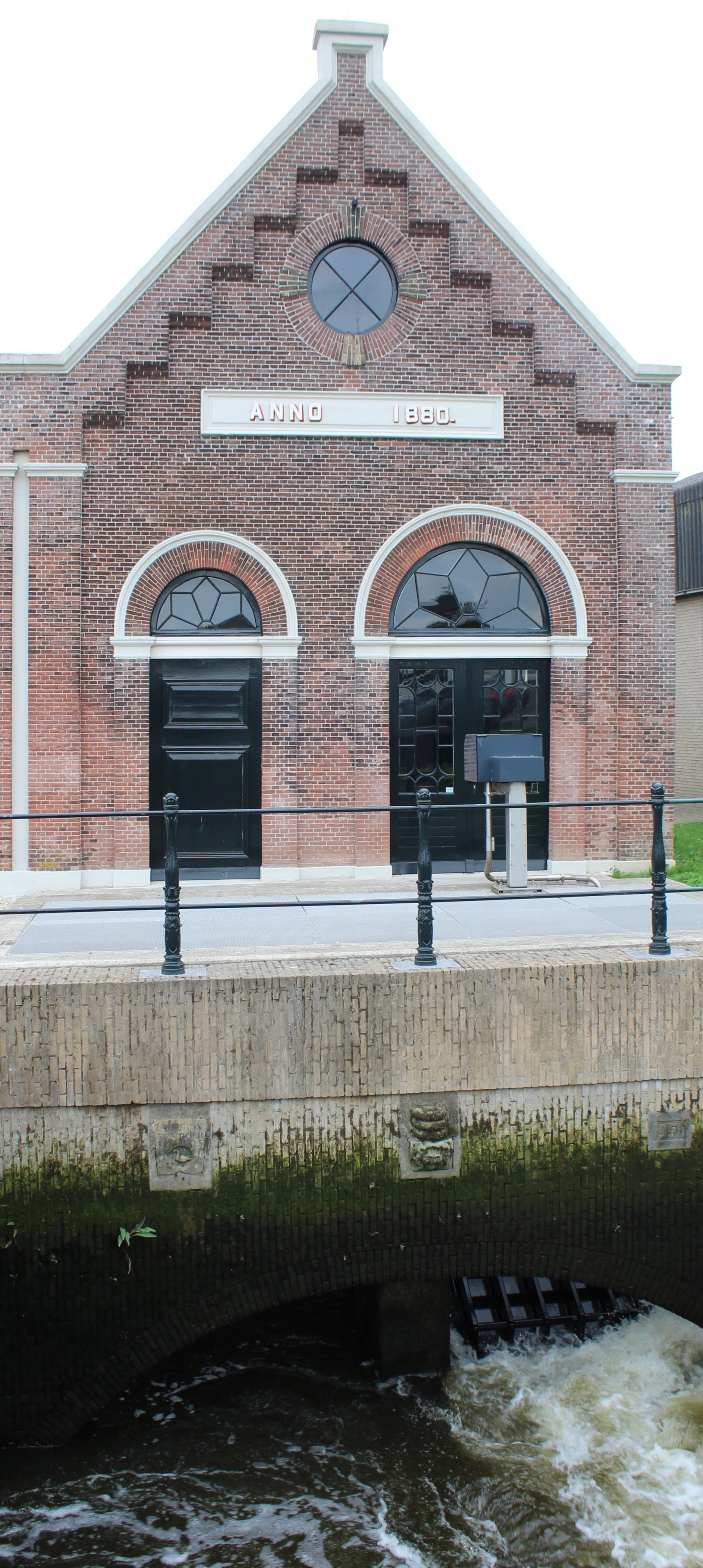
Het gemaal in bedrijf (2018)